# FBC 모기지 스타디움
FBC 모기지 스타디움(FBC Mortgage Stadium)는 미국 플로리다주 올랜도에 있는 미식축구경기장이다.